# Mercurius
Mercurius a fost un principe de Alba Iulia. Fără a fi numit explicit, în 1097 este menționat un comes de Bellegrat, adică Bălgrad (azi, Alba Iulia) care ar putea fi Mercurius. El nu este considerat un voievod transilvan. În 1111, într-un document emis de regele Coloman al Ungariei este menționat  Mercurius, principes Ultrasilvanus (Mercurius, principe al Țării de dincolo de Păduri). Mercurius a domnit în 1103 și între 1111 și 1113.